# Antônio Gaspar
Antônio Gaspar (ur. 11 listopada 1931 w São Paulo) – brazylijski duchowny katolicki, biskup diecezji Barretos w latach 2001-2008.

## Życiorys
Święcenia kapłańskie przyjął 8 lipca 1962. 

### Episkopat
19 grudnia 2000 został mianowany przez papieża Jana Pawła II biskupem pomocniczym archidiecezji São Paulo ze stolicą tytularną Cozyla. Sakry biskupiej udzielił mu 6 lutego 1983 ordynariusz tejże archidiecezji, kard. Paulo Evaristo Arns.
20 grudnia 2000 został prekonizowany biskupem diecezjalnym Barretos. Urząd objął 3 marca następnego roku.
9 stycznia 2008 przeszedł na emeryturę.